# È nata una stella (film 1976)
È nata una stella (A Star Is Born) è un film del 1976 diretto da Frank Pierson.
È il secondo remake di È nata una stella del 1937, dopo È nata una stella del 1954. Un terzo remake è stato distribuito nelle sale nel 2018.

## Trama
John, cantante rock sul viale del tramonto (a causa dell'alcool e della droga), scopre in un night la bravissima ma sconosciuta collega Esther. I due si innamorano e si sposano. John decide di lanciare nello star system la consorte, che presto diventa una stella; lui ne è felice ma anche geloso: si dà di nuovo all'alcol e la tradisce. La crisi però passa e i due si ritrovano uniti, ma il destino vuole che John muoia poco dopo in un incidente d'auto. Lei lo ricorderà nelle sue canzoni.

## Colonna sonora
La colonna sonora ha raggiunto la prima posizione nella Billboard 200 per sei settimane, nella Official Albums Chart per due settimane, in Canada ed in Nuova Zelanda, la terza in Australia, la settima nei Paesi Bassi e la decima in Norvegia vincendo 12 dischi di platino. Il brano Evergreen (Love Theme from A Star Is Born) ha raggiunto la prima posizione nella Billboard Hot 100 per tre settimane e la terza nella Official Singles Chart ed in Nuova Zelanda ed ha vinto il Grammy Award for Song of the Year 1978.

### Tracce
1. Watch Closely Now – 3:49
2. Queen Bee – 3:55
3. Everything – 3:50
4. Lost Inside of You – 2:54
5. Hellacious Acres – 2:58
6. Evergreen (Love Theme from A Star Is Born) – 3:04
7. The Woman in the Moon – 4:49
8. I Believe in Love – 3:13
9. Crippled Crow – 3:30
10. Finale: With One More Look at You/Watch Closely Now – 7:43
11. Reprise: Evergreen (Love Theme from A Star Is Born) – 1:46

## Riconoscimenti
- 1977 - Premio Oscar
  - Miglior canzone (Evergreen (Love Theme from A Star Is Born)) a Barbra Streisand e Paul Williams
  - Nomination Miglior fotografia a Robert Surtees
  - Nomination Miglior sonoro a Robert Knudson, Dan Wallin, Robert Glass e Tom Overton
  - Nomination Miglior colonna sonora a Roger Kellaway
- 1977 - Golden Globe
  - Miglior film commedia o musicale
  - Miglior attore in un film commedia o musicale a Kris Kristofferson
  - Miglior attrice in un film commedia o musicale a Barbra Streisand
  - Miglior colonna sonora a Paul Williams e Kenny Ascher
  - Miglior canzone (Evergreen (Love Theme from A Star Is Born)) a Barbra Streisand e Paul Williams
- 1978 - Premio BAFTA
  - Nomination Miglior colonna sonora a Paul Williams, Barbra Streisand, Kenny Ascher, Rupert Holmes, Leon Russell, Kenny Loggins, Alan Bergman, Marilyn Bergman, Donna Weiss, Robert Glass, Robert Knudson, Marvin I. Kosberg, Tom Overton, Josef von Stroheim e Dan Wallin